# بندر بستانه
بندر بستانه، روستایی در دهستان مغویه بخش مرکزی شهرستان بندر لنگه در استان هرمزگان ایران است.

## مردم شناسی
مذهب مردم این روستا، اهل سنت و از شاخه شافعی هستند یعنی از پیروان امام محمد ادریس شافعی هستند. همچنین درصد کمی از آن‌ها اهل تشیع می‌باشند که بعدها در این آبادی سکونت گزیده اند.
غالب ساکنان این روستا اَچُمی زبان بوده که اصالت اوزی ( بیدشهر، فیشور، کوره، هرم و یا از روستاهای شمال آن مانند: گارستانه و ... (حدود ۶۵ درصد) و یا عرب (حدود ۳۵ درصد)  که اصالت بحرین و ... دارند می‌باشند. حدود ده درصد نیز مهاجرانی بوده اند که از مناطق جنوب استان کرمان مانند رودبار و کهنوج و یا شمال شرق استان هرمزگان مانند رودخانه و رودان به دلایلی مانند یافتن کار در شرکت صنعت نفت آبادان به این منطقه مهاجرت کرده اند، هستند.

## پیشه
شغل بیش از ۹۵٪ اهالی این روستا ماهی‌گیری بوده که شامل انواع روش های صید می باشد.
حدود هزار شناور قایق صیادی و دویست شناور لنج ماهیگیری در این آبادی وجود دارد که آنرا به بزرگترین بندر صیادی در غرب استان هرمزگان تبدیل کرده است.
همچنین وجود چندین مجتمع پاکسازی و صدور آبزیان، سرخانه انجماد سازی آبزیان، نیز بر اهمیّت آن افزوده است.

## جمعیت
بر پایه سرشماری عمومی نفوس و مسکن در سال ۱۳۹۵، جمعیت این روستا برابر با ۲٬۹۶۳ نفر (۷۵۲ خانوار) بوده‌است.